# Стейплс-центр
 «Стейплс-центр»  (англ. Staples Center) — спортивний комплекс у Лос-Анджелесі, Каліфорнія (США), відкритий у 1999 році. Місце проведення міжнародних змагань з кількох видів спорту і домашня арена для команд Лос-Анджелес Кінгс (НХЛ), Лос-Анджелес Кліпперс (НБА), і Лос-Анджелес Лейкерс (НБА).
7 листопада 2021 року було оголошено про укладання 20-річного контракту між Anschutz Entertainment Group та Crypto.com на неймінг арени. З 25 грудня 2021 року комплекс отримав нову назву «Crypto.com-арена».

## Місткість
- Баскетбол 18 997
- Хокей із шайбою 18 118
- Концерт 20 000